# Angie (Luisiana)
Angie é uma vila localizada no estado americano de Luisiana, na Paróquia de Washington.

## Demografia
Segundo o censo americano de 2000, a sua população era de 240 habitantes. 
Em 2006, foi estimada uma população de 237, um decréscimo de 3 (-1.3%).

## Geografia
De acordo com o United States Census Bureau tem uma área de 
3,9 km², dos quais 3,9 km² cobertos por terra e 0,0 km² cobertos por água. Angie localiza-se a aproximadamente 39 m acima do nível do mar.

## Localidades na vizinhança
O diagrama seguinte representa as localidades num raio de 36 km ao redor de Angie. 